# ハビエル・カムーニャス
ハビエル・カムーニャス（Javier Camuñas Gallego, 1980年7月17日 - ）は、スペイン・マドリード州パルラ出身のサッカー選手。ポジションはMF（サイドハーフ・セカンドストライカー）。

## 経歴
1999年にマドリードを本拠地とするCAピントからデビューし、2000年に近隣のラージョ・バジェカーノに移籍したが、Bチーム登録となり、2001-02シーズンは同じくマドリード州に本拠地を置くヘタフェCFにレンタル移籍した。セグンダ・ディビシオンB（3部）に属していたヘタフェCFで43試合に出場して9得点を挙げると、2002年夏にラージョ・バジェカーノに復帰し、9月1日のデポルティーボ・アラベス戦(2-2)でプリメーラ・ディビシオン（1部）デビューを飾った。2002-03シーズンは最下位に終わったため、2003-04シーズンはセグンダ・ディビシオンのシウダ・デ・ムルシアにレンタル移籍した。
2004年夏には同じくセグンダ・ディビシオンのヘレスCDに完全移籍した。2005-06シーズンと2006-07シーズン合わせてリーグ戦で18得点し、2007年夏にはプリメーラ・ディビシオンのレクレアティーボ・ウェルバに移籍した。2007-08シーズンは37試合に出場して5得点し、16位でセグンダ・ディビシオン降格を回避したチームで重要な役割を果たした。2008-09シーズンは自己最多の10得点を挙げて5アシストを決めたが、彼の得点が勝利に結びついたのはわずか3試合のみで、最下位でセグンダ・ディビシオン降格が決定した。
2009年8月、プリメーラ・ディビシオンのCAオサスナと3年契約を結んだ。2010年1月24日の古巣ヘレスCD戦(2-1)で初得点を挙げ、2009-10シーズンは36試合に出場して3得点5アシストの成績を残した。2010-11シーズン中盤には左足大腿筋を2度負傷したが、左サイドハーフのレギュラーとして31試合に出場して4得点5アシストの結果を出し、2011年1月30日のレアル・マドリード戦(1-0)では、下部組織に在籍したこともある強豪から値千金の決勝点を挙げた。
2011年7月、ビジャレアルCFに移籍した。移籍金は230万ユーロと報道されている。